# An Eggs-traordinary Affair
An Eggs-traordinary Affair è un cortometraggio muto del 1913 diretto da Hay Plumb.

## Trama
Una droghiera instilla il dubbio sulla qualità delle uova di un concorrente, scambiando le galline con dei galletti.

## Produzione
Il film fu prodotto dalla Hepworth.

## Distribuzione
Distribuito dalla Hepworth, il film - un cortometraggio di 130 metri - uscì nelle sale cinematografiche britanniche nel settembre 1913.
Fu distrutto nel 1924 dallo stesso produttore, Cecil M. Hepworth. Fallito, in gravissime difficoltà finanziarie, Hepworth pensò in questo modo di poter almeno recuperare il nitrato d'argento della pellicola.